# Мост Рио-Антирио
Мост Рио-Антирио (грч. Γέφυρα Ρίου-Αντιρρίου), званично Мост Харилаос Трикупис, је најдужи висећи мост на свету. Његова дужина износи 2 880 метара.
Званично име моста је Харилаос Трикупис. Трикупис био грчки премијер у XIX веку, и први је предложио да се повежу места Рио и Антирио. Међутим, то је био прескуп пројекат у време када је Грчка покушавала да се укључи у Индустријску револуцију.
Овај мост је широко прихваћен као инжињерско ремек-дело због више прихваћених решења да би се премостила тешка локација. Те тешкоће представљају дубока вода, несигуран материјал за темељ, сеизмичка активност, могућност цунамија, проширење Коринтског залива због кретања тектонских плоча.
Мост су градили француско-грчки конзорцијум. Свечано је отворен 7. августа 2004, недељу дана пре почетка Летњих олимпијских игара у Атини. Олимпијска бакља је пренесена дан након отварања моста. Бакљу је носио и Ото Рехагел, немачки фудбалски тренер који је са грчком репрезентацијом освојио Европско првенство у фудбалу 2004. године. Други носилац бакље је био Костас Лалиотис, бивши министар јавних послова, за време чијег мандата је пројекат започет.
Укупна цена моста је била 630 милиона евра. Градња је финансирана из грчких државних фондова, од стране конзорцијума и зајмова Европске инвестиоционе банке. Завршен је пре почетног рока, чији је крај предвиђен између септембра и новембра 2004.